# Öga (go)

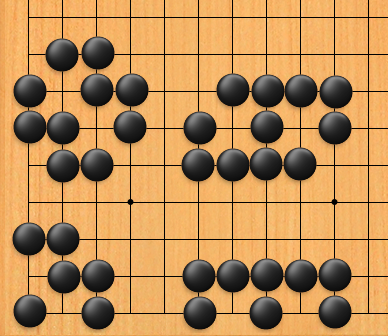
Alla de svarta grupperna har två ögon och kan aldrig fångas.

Ett öga är en term från brädspelet go. Ett öga är ett hål i en sammanhängande grupp stenar av en färg. Om en grupp bara har ett öga kan motståndaren omringa gruppen och sedan fånga den genom att spela i ögat, gruppen räknas som död. För att kunna överleva måste en grupp alltså ha minst två ögon alternativt ett öga som är så stort att det närsomhelst kan delas upp i två ögon.
Det finns även så kallade falska ögon, ögon som vid en första anblick ser ut att vara ögon men som kan förstöras av motståndaren.